# Atlasceder
Atlas-Ceder (Cedrus atlantica) er et stort, stedsegrønt nåletræ med en bred og kuplet krone. Nogle forskere betragter Atlas-Ceder som en variant af Libanon-Ceder. I så fald hedder den Cedrus libani var. atlantica.

## Beskrivelse
Stammen er som regel kortskaftet, svær og gennemgående. Hovedgrenene er først opstigende, så mere udspærrede, og til sidst helt vandrette. Barken er først strågul, så gråbrun, og til sidst grå og opsprækkende i små firkanter. Knopperne er spredte, ægformede og lysebrune med mørke spidser på knopskællene. 
Fra bladhjørnerne på étårsskuddene dannes der fra andet år små kortskud med knippestillede nåle. Nålene er grågrønne med tydelig spids. De er runde i tværsnit. Han- og hunblomster sidder adskilt i tætte, oprette stande. Hunstandene bliver til tøndeformede, oprette kogler. De modner over to år. Først er de lysegrønne med et violet skær mod spidsen, senere mere mørkt violet, og til sidst lysebrune. De falder fra hinanden ved modning. Frøene modner sandsynligvis ikke her i landet.
Rodsystemet er kraftigt, og det når langt ud og ned. Udenfor kronens radius dannes et tæt rodfilt.
Højde x bredde og årlig tilvækst: 25 x 12 m (30 x 20 cm/år). Målene kan anvendes ved udplantning.

## Hjemsted
Atlas-Ceder hører hjemme i Atlas-bjergene i Algeriet og Marokko. Her danner den skove på de allerhøjeste skråninger sammen med bl.a. Strand-Fyr, Rødfrugtet Ene, Afrikansk Cypres, Sten-Eg, Buksbom og Vild Figen. Siden år 1860'erne er arten naturaliseret og under kraftig spredning på Mont Ventoux i Provence.

## Sorter
Planten dyrkes udelukkende som prydtræ i Danmark, og det er næsten altid den nedennævnte sort.
- Blå Atlas-Ceder (Cedrus atlantica 'Glauca'), der har en bred og markant vækst med blågrå nåle.